# سنت استفان (مینه‌سوتا)
سنت استفان، مینه‌سوتا (به انگلیسی: St. Stephen, Minnesota) یک شهر در ایالات متحده آمریکا است که در شهرستان استیرنز، مینه‌سوتا واقع شده‌است.

## خصوصیات
سنت استفان ۹٫۵۳ کیلومترمربع مساحت و ۸۵۱ نفر جمعیت دارد و ۳۶۷ متر بالاتر از سطح دریا واقع شده‌است.